# Muskelleistung
Unter Muskelleistung kann der Energiebetrag verstanden werden, der durch Muskelarbeit pro Zeitintervall verbraucht bzw. freigesetzt wird. Im Optimalfall erzeugt ein Kilogramm Muskelmasse eines Bodybuilders oder Radrennfahrers über einen längeren Zeitraum etwa 30 Watt. Die Flugmuskeln von Insekten gehören mit bis zu 100 Watt pro kg Muskelmasse zu den stärksten Muskeln im Tierreich.

## Begriffe

### Leistung
Für die mittlere Leistung {\displaystyle P} gilt:
{\displaystyle P={\frac {W}{\Delta t}}}.
Die mittlere Leistung ist also der Quotient aus der verrichteten Arbeit {\displaystyle W} und der dafür benötigten Dauer {\displaystyle \Delta t}.
Die Arbeit kann, wenn die Kraft {\displaystyle F} konstant ist, durch die wirkende Kraft entlang einer Wegstrecke {\displaystyle s} bestimmt werden:
{\displaystyle W=F\cdot s}.

### Leistungstyp
Zwei im Sinne der Leistungsdefinition gegenläufige Leistungstypen können unterschieden werden:
- Maximalkraft-Typ: Erbringung eines Leistungsbetrags durch Minimierung des Zeitintervalls (bei Maximierung der aufzuwendenden Arbeit).
- Ausdauer-Typ: Erbringung desselben Leistungsbetrages durch Minimierung der aufgewendeten Arbeit in einem Maximalen Zeitintervall.

### Leistungsbereitschaft
Die subjektive Leistungsbereitschaft ist Ausdruck des Füllzustandes der Speicher der für den jeweiligen Leistungstyp relevanten Schlüsselstoffe. Sie ist am Anfang der Regenerationsphase am Tiefpunkt. Die Dauer der Regeneration hängt ab von der Anwendung regenerationsfördernder Maßnahmen (Ernährungsverhalten, Bewegung, Ruhe, …). Die Regenerationsphase endet mit der Superkompensation, d. h. in dem Zeitraum, in dem die Stoffspeicher über das ursprüngliche Maß aufgefüllt sind.

### Leistungssteigerung
Leistungssteigerung erfolgt dann, wenn die Speicherkapazität an Schlüsselstoffen bezogen auf einem Ausgangswert zugenommen hat.
Im Zuge dessen vergrößert sich ebenfalls die Leistungsfähigkeit der „verarbeitenden Organe“ (Herz, Muskeln, Leber, …), wobei bei entsprechender Skalierung „Personalunion“ besteht.

## Faktoren
Die muskuläre Leistungsfähigkeit hängt von verschiedenen Faktoren ab:
- von der Speicherkapazität des Organismus an Nährstoffen
- vom Versorgungsstatus der Speicher, insbesondere an Brennstoffen und im Katabolismus wirksamen Mineralstoffen
- von der Stoffaustausch-Kapazität des Stoffwechsels (in der Regel abhängig von der Größe der zuständigen Organe, z. B. Lunge, Haut (Schwitzen), Herz, Darm (Falten, Zotten), …)
- von Qualität und Quantität der nachgelieferten Stoffe während der Belastung.

### Aktueller Zustand
- Speicherkapazität
- Versorgungsstatus

### pH-Wert
Einige Kationen werden in Verbindungen aufgenommen, die im Stoffwechsel basische Wirkung entfalten (Ca2+, Mg2+, …):
- Menge verfügbarer, für die Muskelfunktion relevanter Mineral-Ionen (insbesondere: Ca2+, Mg2+)
- verfügbare (hauptsächlich im Blutpuffer gespeicherte) Pufferkapazität, zum Erhalt des physiologischen pH-Optimums während der Muskelarbeit
- Atemvolumen: verantwortlich für die Abfuhr von Säure-relevantem CO2

pH-Puffer:
- durch CO2 bedingte pH-Senkung kann nur durch Nicht-Bikarbonatpuffer abgepuffert werden
- dagegen kann die durch Laktat (und dessen Bildung) hervorgerufene pH-Senkung durch den Bikarbonat-Puffer abgefangen werden. (???)

### Stoffaustausch
Gasaustausch:
- die Transportkapazität für O2 hängt ab von Konzentration und Zustand von Hämoglobin (Hb)
- die Konzentration von Hb hängt u. a. von der Nachlieferung von Fe2+ ab
- die Funktionsfähigkeit von Hb hängt vom Oxidationszustand des Fe2+ ab
- die Bindung (Transport) von CO2 an Hb konkurriert mit O2 und steigt mit sinkendem pH-Wert

CO2-Lösung:
- die chemische ‚Löslichkeit‘ von CO2 (als Bikarbonat) sinkt mit dem pH-Wert.

### Stoffumsatz
Katabolismus:
- bei zu starker Muskeltätigkeit (Übergang aerob → anaerob) reichert sich CO2 als Endprodukt der Glycolyse an
- der vollständige Abbau von Glucose bzw. Glycogen ist gehemmt, es wird Laktat gebildet
- der pH-Wert sinkt auch bei der Laktat-Bildung (Milchsäure).

## Beobachtungen
- Niedriger pH-Wert
  - infolge geringer Aktivität (Blutfluss) des Nährstoff-Nachlieferungsapparats (Verdauungstrakt): keine Regeneration der körpereigenen Puffersysteme, der pH-Wert sinkt sukzessive immer weiter ab
  - Gewebe (z. B. Knorpel) weich, Muskel belastbar, großer Bewegungsradius
  - Verletzungsrisiko gering, solange pH im Pufferbereich (d. h. pufferfähige Kationen nicht erschöpft)
- hoher pH-Wert (Nachlieferung von Kationen, z. B. nach Nahrungsaufnahme, in Ruhe- bzw. Regenerationsphase)
  - Nährstoff-Nachlieferungsapparat (Verdauungstrakt)
  - Puffersysteme werden regeneriert
  - Gewebe (Muskel, Knorpel) hart, steif
  - Mobilisierung negativ geladener Metaboliten (hauptsächlich Milchsäure: „Schlacken“) aus den Körperzellen (Entgiftung).

## Zusammenhänge
- Muskelarbeit – pH-Senkung – Carbonatpuffer – Protonierung – CO2-Ausgasung – Ca2+-Freisetzung (Ausscheidung?)

### pH-Senkung durch Stoffwechselarbeit
- CO2-Eingasung ins Blut:

Liegt der pH-Wert über 6,4, läuft die Reaktion nach links ab:
CO2 + 2H2O ↔ H3O+ + HCO3−
Es spaltet sich ein Proton ab, der pH-wert sinkt.
Ist CaCO3[fest] verfügbar (Knochen, Nahrung) und der pH-Wert sinkt unter 6,4, wird dieses gelöst.
Der pH-Wert steigt dadurch wieder, indem zwei Protonen und ein CO2 aufgenommen werden.
Es entsteht Calciumbikarbonat:
CaCO3 + 2H+ + CO2 ↔ Ca(HCO3)2
Calcium (hier CaCO3 aus [Ca2+ + CO32−]) wirkt hier als Puffer, indem bei pH-Senkung durch CO2-Eingasung unterhalb pH 6,4 CaCO3 gelöst wird, bei Erhöhung des pH-Werts über 10,4 dagegen CaCO3 ausfällt.

### Bedeutung von Calcium
Aus o. g. Reaktionen folgt, dass die Menge an verfügbarem CaCO3 (oder Calcium in anderer löslicher Form) verantwortlich ist für die Menge CO2, die ins Blut aufgenommen werden kann.
CO2 + H2O + CaCO3 ↔ Ca(HCO3)2 ↔ Ca2+ + 2H+ + 2CO3−
Da im Blut die ~ 17-fache Menge Na+, wie Ca2+ (Ladungsäquivalente) gelöst ist, kann Na+ wie folgt an der CO2-Regulation beteiligt sein:
2 NaHCO3 + Ca2+ → CaCO3 + Na2CO3 + 2H+
Beschreibung:
CO2-Zufuhr führt zur Freisetzung von Calcium (Knochen)
- Hämoglobin – O2-Aufnahme – H+-Abgabe

## Muskuläre Leistungsbereitschaft

### Steigerung
- pH-Senkung durch Muskelarbeit (bei ausreichendem Nährstoffvorrat)
  - Ausdauerbelastung: Glucose bzw. Glycogen wird zu CO2 verbrannt, welches den Stoffwechsel-pH-Wert im Bereich des Blutpuffers senkt
  - Maximalkraftbelastung: Glucose bzw. Glycogen wird zu Milchsäure abgebaut und dieses während der Regenerationsphase vollständig zu CO2 verbrannt. Beide Abbauprodukte haben pH-senkende Wirkung, der vollständige Abbau erfolgt verspätet.
- pH-Senkung durch Nahrungsaufnahme
  - kurzfristig: Säuren (Essig, Vitamin C (pKa: 4,2; 11,6), saure Säfte, Kaffee (pH 4,9–5,2), Rauchen etc.), saure oder angesäuerte Lebensmittel erhöhen die Leistungsbereitschaft kurzfristig. Der pH-Effekt wird jedoch sehr rasch durch Puffermechanismen des Stoffwechsels ausgeglichen.
  - langfristig: Basen bzw. positiv geladene Ionen (Kationen, z. B. Ca2+, Mg2+) stimulieren den Stoffwechsel zur Produktion körpereigener Säuren. Ein verstärkter Bewegungsdrang kann entstehen, Folge ist die Bildung von Milchsäure, Kohlensäure. Dieser Effekt hält so lange vor, wie die Bewegung selbst.

### Abnahme
- pH-Erhöhung durch Nahrungsaufnahme (vorausgesetzt, es liegt kein Mangel an Nahrungsbestandteilen vor)
  - kurzfristig: Nahrungsmittel mit hohem Gehalt an positiv geladenen Ionen (Mineralien, Elektrolyte, z. B. Calcium, Magnesium). Ein Ausgleich erfolgt gleichfalls schnell, sofern die Stoffwechselpuffer „aufgefüllt“ sind und die Menge der aufgenommenen Kationen die Kapazität der Ausgleichsmechanismen nicht übersteigt.
  - langfristig: Saure Nahrungsmittel werden vom Stoffwechsel unter Verbrauch von Kationen neutralisiert und damit einer Verwendung bei der Muskelarbeit entzogen. Gleichzeitig wird dem Körper signalisiert, dass Säuren im Übermaß vorhanden sind und deren körpereigene Produktion gedrosselt.